# أل دوغاتي
أل دوغاتي (بالإنجليزية: Al Doughty)‏ هو عازف قيثارة بريطاني، ولد في 31 يناير 1966 في بليموث في المملكة المتحدة.